# Euphranta tricolor
Euphranta tricolor är en tvåvingeart som beskrevs av Hardy 1983. Euphranta tricolor ingår i släktet Euphranta och familjen borrflugor. Inga underarter finns listade i Catalogue of Life.